# Едмон ле Беф
Едмон Ле Беф (фр. Edmond Le Bœuf; 5 грудня 1809, Париж — 7 червня 1888, замок дю Монсель, Байєль, Орн) — французький генерал і політик, удостоєний звання маршала Франції.

## Біографія
Випускник Політехнічної школи, він відзначився як артилерійський офіцер під час завоювання Алжиру, Кримської війни, а потім Італійської кампанії 1859 року. Удостоєний звання Великого хреста Ордену Почесного легіону в 1866 році, а потім нагороджений Військовою медаллю в 1867 році, він був призначений військовим міністром у 1869 році Наполеоном III, потім отримав звання маршала Франції та був призначений сенатором Другої імперії в 1870 році. Під час Франко-прусської війни він був генерал-майором Рейнської армії, а потім командував 3-м армійським корпусом.

## Родина
Він був сином Жана-Клода Ле Бефа, доповідача Державної ради та директора бухгалтерії Великої канцелярії Почесного легіону.
Він є тестем генерала Арсена д'Обіньї (1832—1912).

## Навчання
Він навчався в Політехнічній школі, а потім у Школі прикладної артилерії та інженерії в Меці.

## Завоювання Алжиру (1837—1841)
Призначений лейтенантом у 1833 році, а потім капітаном у 1837 році, він був відправлений до Алжиру в серпні. Під час експедицій, пов'язаних із завоюванням Алжиру, він був видатним артилерійським офіцером. Він брав участь в облозі Константини в жовтні 1837 року, і його поведінка принесла йому звання кавалера Ордену Почесного легіону. Після експедицій до Медеї та Міліани він був підвищений до офіцера Ордену Почесного легіону в червні 1840 року. Він повернувся до Франції в лютому 1841 року.
Він був підвищений до командира ескадрону в 1846 році та призначений директором Політехнічної школи в 1848 році. Він був підвищений до Лейтенант-полковника в 1850 році, а потім до полковника 14-го артилерійського полку в 1852 році.

## Кримська війна
Призначений бригадним генералом у листопаді 1854 року під час Кримської війни, він командував артилерією 1-го корпусу під час облоги Севастополя (1854—1855). Він був підвищений до командора Ордену Почесного легіону в серпні 1855 року, а після повернення до Парижа був підвищений до дивізійного генерала в 1857 році.

## Італійська кампанія (1859)

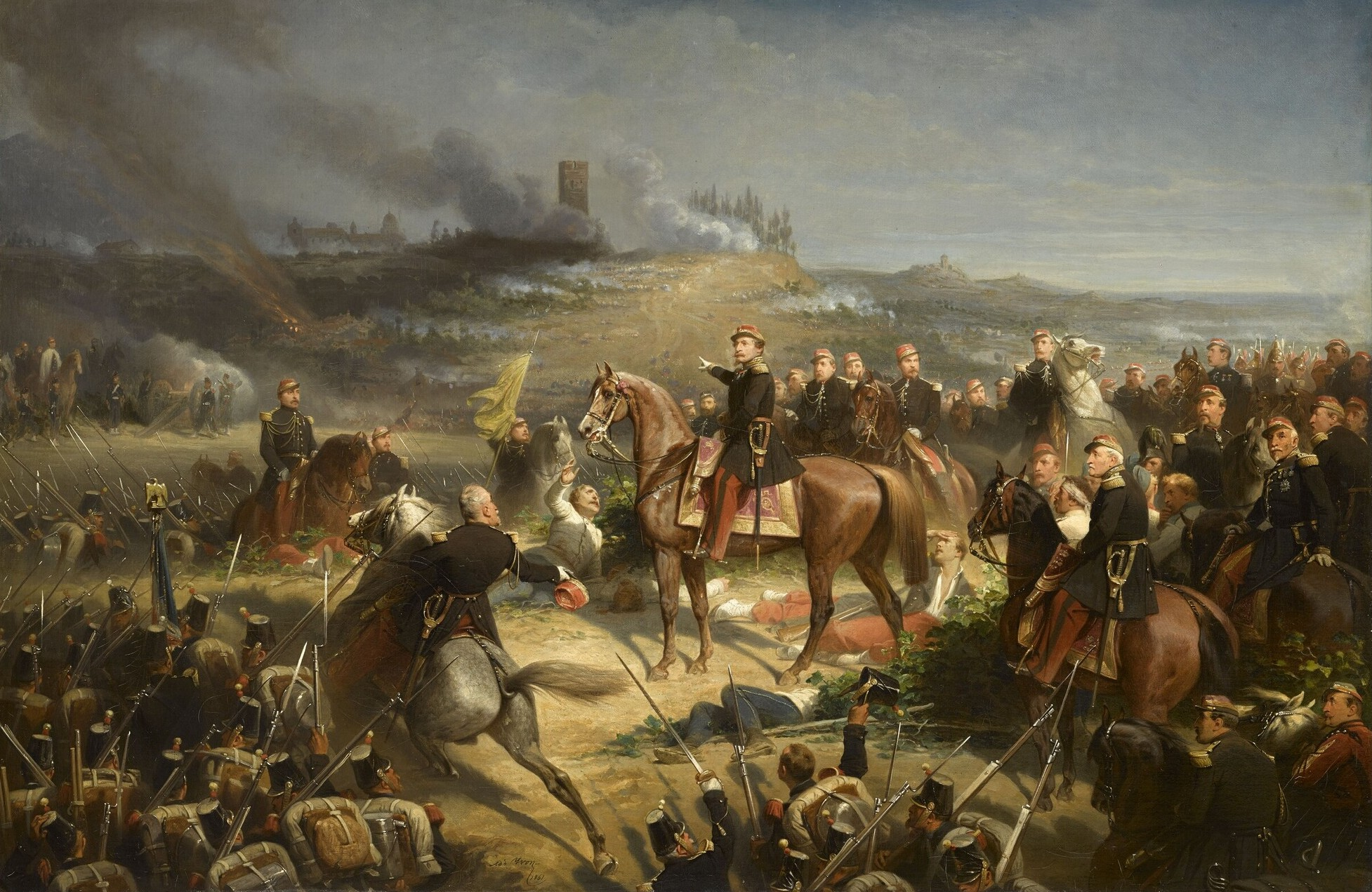
Едмонд ле Беф, битва при Сольферіно

Під час Італійської кампанії 1859 року він був призначений до Головної квартири армії як головнокомандувач артилерії під командуванням маршала Вальяна. У винагороду за його поведінку 25 червня 1859 року він був удостоєний звання великого офіцера Ордену Почесного легіону.

## Президент комітету артилерії
Потім він став ад'ютантом Наполеона III, а потім президентом Комітету артилерії з 1864 по 1866 рік. З цього часу він не покидав вузьке коло генералів, які засідали в різних дослідницьких комісіях армії. Його поради не завжди були розсудливими. Серед спірних заходів, за які він несе відповідальність, можна назвати зменшення налаштувань відстаней розриву шрапнельних снарядів, основних боєприпасів польової артилерії. Вплив на точність французьких батарей під час кампанії 1870 року був особливо катастрофічним.
У 1866 році, після Третьої війни за незалежність Італії, Австрія була змушена передати Венецію Франції, яка повернула її Італії. Едмон Ле Беф був імперським делегатом під час передачі провінції королю Віктору Емануїлу.
21 грудня 1866 року він був удостоєний звання Великого хреста Ордену Почесного легіону, а 28 грудня 1867 року був нагороджений Військовою медаллю як генерал-офіцер.

## Військовий міністр
На початку 1869 року він прийняв командування VI корпусом у Тулуза, який залишив через вісім місяців, ставши військовим міністром після смерті маршала Ніеля. Затверджений на своїй посаді кабінетом Еміля Олів'є, він досяг вершини своєї кар'єри під час свого зведення в сан маршала та призначення сенатором Другої імперії в березні 1870 року.
Дванадцять місяців діяльності Едмона Ле Бефа на чолі військового міністерства залишили враження незавершеності та суворо оцінюються військовими істориками. На відміну від свого попередника, маршал Ле Беф постійно намагався догодити Наполеону III та уникати будь-яких конфліктів із законодавчим корпусом, який не був схильний збільшувати військові витрати. За словами Шарля Тума, який тоді перебував під його керівництвом в артилерійському бюро, Едмон Ле Беф не був переконаний в неминучості війни з Пруссією. Він обмежився наглядом за змінами чисельності особового складу, а також управлінням матеріалами та боєприпасами. На жаль, він мало дбав про технічні аспекти, пов'язані з їх доставкою у воєнний час, надто покладаючись у цьому на різні відділи міністерства. Він пішов всупереч заходам мобілізації свого попередника і дозволив рутині знову встановитися в міністерстві. Нарешті, він нічого не зробив для прискорення оснащення та створення мобільної національної гвардії, створеної Ніелем.

## Франко-прусська війна
19 червня 1870 року, зберігаючи свій портфель військового міністра, він був призначений генерал-майором Рейнської армії, посада з погано визначеними контурами, знаючи, що, згідно з конституцією, головою армії є Наполеон III.
Його надто оптимістичні заяви про стан готовності армії, безсумнівно, покладають на нього відповідальність за оголошення війни Пруссії 15 липня 1870 року. З початком війни, опинившись між хворим і апатичним імператором та головними воєначальниками (Мак-Магон, Фроссар, Базен), він не зміг наполягти на прийнятті достатньо розробленого плану кампанії. Після безладу мобілізації та перших поразок від пруссаків Едмон Ле Беф був звільнений з посади 12 серпня 1870 року.
Коли керівництво армією було доручено Базену, він отримав командування III корпусом замість генерала Декена, смертельно пораненого під Борні. Під час боїв навколо Меца (16-18 серпня 1870) і, незважаючи на свою звичайну хоробрість, він показав ті ж тактичні обмеження, що й більшість французьких генералів, застиглих у впевненості кампанії 1859 року.
Замкнений у Меці з рештою армії, він виступив проти Базена та будь-якої ідеї капітуляції. 29 жовтня 1870 року його відвезли до Пруссії як військовополоненого. Звільнений після перемир'я 28 січня 1871 року, наприкінці 1871 року його викликали як свідка перед двома слідчими комісіями уряду Третьої республіки. Він звинуватив Базена в одноосібній відповідальності за капітуляцію Рейнської армії і не був переслідуваний.
Потім він пішов у відставку у своєму замку дю Монсель у Байєлі поблизу Аржантана в Орні.
Він похований у Байєлі, у своїй особистій каплиці.

### Цитати
Будучи військовим міністром під час Франко-прусської війни 1870 року, він стверджував:
|  | «Ми готові і архіготові. Навіть якщо війна триватиме два роки, у наших солдатів не бракуватиме жодного ґудзика на гетрах». |

## Нагороди
- Військова медаль (28 грудня 1867)
- Великий хрест Ордену Почесного легіону (21 грудня 1866)
- Медаль Італійської кампанії 1859

### Сучасні джерела
- «Едмон Ле Беф», в Адольф Робер і Гастон Куньї, Dictionnaire des parlementaires français, Едгар Бурлотон, 1889—1891
- (en) «Edmond Le Bœuf», в Encyclopædia Britannica [détail de l’édition], 1911 (читати на Wikisource).
- «Notice nécrologique» в Revue d'artillerie, Volume 32, Berger-Levrault, 1888, pp. 399—402. Lire en ligne архів.

- Ерік Ансо та Валентин Шарль, «Едмон Ле Беф» in Les ministres de la Guerre, 1792—1870, Presses universitaires de Rennes, 2018, pp. 451—456. Lire en ligne архів